# Jacqline
Jacqline Lie Hope Clarine People Mossberg Mounkassa (röviden Jacqline Moss, művésznevén: Jacqline; Tumba, 1998. július 2. – ) svéd énekesnő, a Melodifestivalen döntőjének résztvevője 2024-ben.

## Pályafutása
Amikor Mossberg Mounkassa 16 éves volt, otthagyta a középiskolát, hogy teljes egészében a zenének szentelje minden idejét. 2021 tavaszán kiadta első kislemezét Do It Better címmel. A debütálás napján megmérgezték, kórházba került, és fennállt a veszélye, hogy maradandó károsodást szenved a hangszálaiban. A nyár folyamán azt fontolgatta, hogy teljesen felhagy zenei karrierjével.
Részt vett az Idol tizenhetedik évadában 2021 őszén. A műsorhoz úgy csatlakozott, hogy jelentkezett az Idolraketenhez, amelyet a TV4 Play a szokásos tehetségkutató műsorán kívül sugárzott. Ott négy másik jelentkezővel együtt a stockholmi régióba osztották be, és később a terület "Idol-rakétájává" választották, miután sikeresen vívta meg a párbajt Ella Öberggel. Az Idol-válogató második részében, a kvalifikációs héten és a döntőben Mossberg Mounkassának sikerült a legjobb tizenhárom résztvevő közé kerülnie, miután megkapta a zsűri hat vigaszágas helye közül az egyiket. 2021. december 3-án derült ki, hogy Mossberg Mounkassa Birkir Blærrel jutott az Idol december 10-i döntőjébe, melyet Avicii Arénában rendeztek meg. A döntőben végül a második helyen végzett.
2023. december 1-jén jelentette be az SVT, hogy az énekesnő bejutott a versenydalával a Melodifestivalen következő évi mezőnyébe. Az Effortless című dalt először a február 17-én rendezendő harmadik elődöntőben adta elő Växjőben. A szavazás első fordulójában az első helyen végzett, így továbbjutott a március 9-i döntőbe, ahol 61 pontot sikerült összegyűjtenie (40-et a nemzetközi zsűriktől és 21-et a nézőktől kapott), mellyel összesítésben a kilencedik helyen végzett.

## Diszkográfia

### Kislemezek
- Do It Better (2021)
- Question My Love (2023)
- Last Christmas (2023)
- Effortless (2024)
- Hurt Me Like You Do (2024)